# Calyptrochaeta pocsii
Calyptrochaeta pocsii är en bladmossart som beskrevs av Ninh 1981. Calyptrochaeta pocsii ingår i släktet Calyptrochaeta och familjen Hookeriaceae. Inga underarter finns listade i Catalogue of Life.